# Mistshenkoana sharovi
Mistshenkoana sharovi är en insektsart som beskrevs av Andrej Vasiljevitj Gorochov 1990. Mistshenkoana sharovi ingår i släktet Mistshenkoana och familjen syrsor. Inga underarter finns listade i Catalogue of Life.